# Qazaqstan Prem'er Ligasy 2025
La Qazaqstan Prem'er Ligasy 2025 è la 34ª edizione della massima divisione del calcio kazako; è iniziata il 1º marzo 2025 e si concluderà il 26 ottobre successivo.
Il Qairat è la squadra campione in carica.

## Stagione

### Novità
Al termine della stagione 2024 è retrocesso in Birinşi Lïga lo Shahter Qaraǵandy. Sono saliti dalla Birinşi Lïga Oqjetpes ed Ūlytau.

### Formula
Le 14 squadre partecipanti si affrontano due volte, per un totale di 26 giornate.
La squadra campione del Kazakistan ha il diritto a partecipare alla UEFA Champions League 2026-2027, partendo dal primo turno di qualificazione.

La vincente della Coppa nazionale, viene ammessa al primo turno di UEFA Europa League 2026-2027.

Le squadre classificate al secondo e terzo posto sono ammesse alla UEFA Conference League 2026-2027, partendo dal secondo turno di qualificazione. Se la squadra vincitrice della coppa nazionale, ammessa al primo turno di qualificazione della UEFA Europa League 2026-2027, si classifica tra il primo e il secondo posto, l'accesso al primo turno di Conference League va a scalare.

Le ultime tre classificate, retrocedono in Birinşi Lïga.

## Squadre partecipanti
| Club            | Stagione | Città       | Stadio                       | Stagione precedente         |
| --------------- | -------- | ----------- | ---------------------------- | --------------------------- |
| Aqtöbe          |          | Aqtöbe      | Stadio Centrale              | 3º posto in Prem'er Ligasy  |
| Astana          | dettagli | Astana      | Astana Arena                 | 2º posto in Prem'er Ligasy  |
| Atyrau          |          | Atyrau      | Stadio Munajšy               | 7º posto in Prem'er Ligasy  |
| Elimai          |          | Semej       | Stadio Spartak               | 6º posto in Prem'er Ligasy  |
| Jeñis           |          | Astana      | Astana Arena                 | 10º posto in Prem'er Ligasy |
| Jetisu          |          | Taldyqorǵan | Stadio Jetisý                | 11º posto in Prem'er Ligasy |
| Oqjetpes        |          | Kókshetaý   | Stadio Oqjetpes              | 1º posto in Birinşi Lïga    |
| Ordabasy        |          | Şımkent     | Stadio Qajımuqan Muñaýtpasov | 4º posto in Prem'er Ligasy  |
| Qairat          |          | Almaty      | Stadio Centrale              | Campione del Kazakistan     |
| Qaisar          |          | Qyzylorda   | Stadio Gany Muratbayev       | 8º posto in Prem'er Ligasy  |
| Qyzyljar        |          | Petropavl   | Stadio Qarasaı               | 9º posto in Prem'er Ligasy  |
| Tobyl           |          | Qostanay    | Stadio Centrale              | 5º posto in Prem'er Ligasy  |
| Tūran Türkistan |          | Turkistan   | Turkistan Arena              | 12º posto in Prem'er Ligasy |
| Ūlytau          |          | Zhezqazgan  | Stadio Metallurg             | 2º posto in Birinşi Lïga    |

## Allenatori e primatisti
| Squadra         | Allenatore                                                                           | Giocatore più presente (tra parentesi il numero delle presenze) | Capocannoniere (tra parentesi il numero dei gol segnati) |
| --------------- | ------------------------------------------------------------------------------------ | --------------------------------------------------------------- | -------------------------------------------------------- |
| Aqtöbe          | Ihor Leonov (1ª-5ª) Vjačaslaŭ Ljaŭčuk (6ª-)                                          |                                                                 |                                                          |
| Astana          | Grıgorii Babaian                                                                     |                                                                 |                                                          |
| Atyrau          | Konstantïn Gorovenko (1ª-5ª, 16ª) Quanyş Qabdulov (6ª-10ª, 18ª) Denis Mamonov (11ª-) |                                                                 |                                                          |
| Elimaı          | Andreı Karpovıch                                                                     |                                                                 |                                                          |
| Jeñis           | Akis Vavalis (1ª-8ª) Piraly Äliev (9ª-11ª) Andrij Demčenko (12ª-)                    |                                                                 |                                                          |
| Jetisu          | Samat Smaqov                                                                         |                                                                 |                                                          |
| Oqjetpes        | Andrei Ferapontov                                                                    |                                                                 |                                                          |
| Ordabasy        | Andrei Martin                                                                        |                                                                 |                                                          |
| Qairat          | Rafael Urazbagtin                                                                    |                                                                 |                                                          |
| Qaisar          | Viktor Kumykov                                                                       |                                                                 |                                                          |
| Qyzyljar        | Aljaksandr Brazevič (1ª-4ª) Milić Ćurčić (5ª-)                                       |                                                                 |                                                          |
| Tobyl           | Nurbol Jumasqalıev                                                                   |                                                                 |                                                          |
| Tūran Türkistan | Vital' Žukoŭski (1ª-11ª) Renat Abdwlïn (12ª-13ª) Äbdihalyq Böribaev (14ª-)           |                                                                 |                                                          |
| Ulytau          | Ivan Azovskii                                                                        |                                                                 |                                                          |

## Classifica
Aggiornata al 22 giugno 2025
|                       | Pos. | Squadra         | Pt | G  | V  | N | P  | GF | GS | DR  |
| --------------------- | ---- | --------------- | -- | -- | -- | - | -- | -- | -- | --- |
| Kazakistan (bandiera) | 1.   | Astana          | 33 | 14 | 10 | 3 | 1  | 29 | 12 | +17 |
|                       | 2.   | Qairat          | 30 | 14 | 9  | 3 | 2  | 29 | 12 | +17 |
|                       | 3.   | Tobyl           | 27 | 12 | 8  | 3 | 1  | 22 | 8  | +14 |
|                       | 4.   | Aqtöbe          | 26 | 14 | 8  | 2 | 4  | 21 | 12 | +9  |
|                       | 5.   | Elimai          | 21 | 13 | 6  | 3 | 4  | 16 | 11 | +5  |
|                       | 6.   | Oqjetpes        | 20 | 13 | 6  | 2 | 5  | 19 | 20 | -1  |
|                       | 7.   | Ordabasy        | 19 | 12 | 5  | 3 | 4  | 14 | 11 | +3  |
|                       | 8.   | Qyzyljar        | 14 | 13 | 3  | 5 | 5  | 14 | 17 | -3  |
|                       | 9.   | Jeñis           | 13 | 13 | 2  | 7 | 4  | 11 | 12 | -1  |
|                       | 10.  | Qaisar          | 13 | 14 | 2  | 7 | 5  | 13 | 23 | -10 |
|                       | 11.  | Ūlytau          | 12 | 13 | 3  | 3 | 7  | 8  | 18 | -10 |
|                       | 12.  | Tūran Türkistan | 11 | 13 | 3  | 2 | 8  | 12 | 17 | -5  |
|                       | 13.  | Jetisu          | 10 | 13 | 1  | 7 | 5  | 10 | 19 | -9  |
|                       | 14.  | Atyrau          | 4  | 15 | 1  | 1 | 13 | 9  | 35 | -26 |

Legenda:
      Campione del Kazakistan e ammessa alla UEFA Champions League 2026-2027
      Ammessa alla UEFA Europa League 2026-2027
      Ammesse alla UEFA Conference League 2026-2027
      Retrocesse in Birinşi Lïga 2026
Note:
Tre punti a vittoria, uno a pareggio, zero a sconfitta.
In caso di arrivo di due o più squadre a pari punti, la graduatoria verrà stilata secondo la classifica avulsa tra le squadre interessate.

## Risultati
Aggiornati al 28 giugno 2025

### Tabellone
|                 | Aqt  | Ast  | Aty  | Eli  | Jeñ  | Jet  | Oqj  | Ord  | Qar  | Qas  | Qyz  | Tob  | Tūr  | Ūly  |
| --------------- | ---- | ---- | ---- | ---- | ---- | ---- | ---- | ---- | ---- | ---- | ---- | ---- | ---- | ---- |
| Aqtöbe          | –––– | 0-1  | -    | 1-0  | -    | -    | -    | -    | 1-2  | 4-1  | -    | -    | 2-1  | 1-0  |
| Astana          | -    | –––– | 2-1  | -    | 4-2  | 3-0  | 5-2  | 2-1  | 1-1  | -    | -    | 1-3  | -    | -    |
| Atyrau          | 0-4  | 0-2  | –––– | 2-1  | -    | 1-1  | 0-0  | 1-2  | 1-4  | 1-2  | 1-2  | -    | -    | 0-1  |
| Elimai          | -    | 0-2  | -    | –––– | -    | -    | 0-2  | -    | 1-0  | 2-0  | -    | -    | 2-1  | 3-0  |
| Jeñis           | 0-1  | -    | 2-0  | 0-1  | –––– | -    | -    | 2-2  | 1-2  | -    | 0-0  | 0-0  | -    | -    |
| Jetisu          | 2-1  | -    | -    | 0-3  | 0-0  | –––– | 1-3  | -    | 2-2  | -    | -    | -    | -    | 0-0  |
| Oqjetpes        | 1-3  | -    | 2-1  | -    | 1-1  | -    | –––– | 0-1  | -    | -    | 3-2  | 0-1  | -    | -    |
| Ordabasy        | 0-0  | -    | -    | 1-1  | -    | 1-0  | -    | –––– | -    | 5-0  | 0-0  | -    | 1-0  | 0-1  |
| Qairat          | -    | -    | 4-0  | -    | -    | -    | 1-2  | 4-0  | –––– | -    | 1-0  | 2-1  | -    | -    |
| Qaisar          | 1-2  | 1-1  | -    | -    | 0-0  | 2-2  | 2-2  | -    | 0-0  | –––– | -    | 1-1  | 1-0  | 1-1  |
| Qyzyljar        | 1-1  | 0-2  | -    | 1-1  | -    | 1-1  | -    | -    | -    | 2-1  | –––– | -    | 2-3  | 2-1  |
| Tobyl           | 2-0  | -    | 5-0  | 1-1  | -    | 2-1  | -    | -    | -    | -    | 2-1  | –––– | -    | 2-0  |
| Tūran Türkistan | -    | 1-1  | 1-0  | -    | 0-2  | 0-0  | 2-0  | -    | 1-2  | -    | -    | 1-2  | –––– | -    |
| Ūlytau          | -    | 0-2  | -    | -    | 1-1  | 1-2  | 0-1  | -    | 1-4  | -    | -    | -    | 2-1  | –––– |

## Statistiche

### Squadre

#### Capoliste solitarie
|    | —— | —— | ——     | ——     | —— | ——     | ——     | ——     | ——     | ——     | ——     | ——     | ——  | ——  | ——  | ——  | ——  | ——  | ——  | ——  | ——  | ——  | ——  | ——  | ——  | —— |  |
|    |    |    | Qairat | Qairat |    | Qairat | Qairat | Aqtöbe | Aqtöbe | Astana | Astana | Astana |     |     |     |     |     |     |     |     |     |     |     |     |     |    |  |
|    |    |    |        |        |    |        |        |        |        |        |        |        |     |     |     |     |     |     |     |     |     |     |     |     |     |    |  |
|    |    |    |        |        |    |        |        |        |        |        |        |        |     |     |     |     |     |     |     |     |     |     |     |     |     |    |  |
| 1ª | 2ª | 3ª | 4ª     | 5ª     | 6ª | 7ª     | 8ª     | 9ª     | 10ª    | 11ª    | 12ª    | 13ª    | 14ª | 15ª | 16ª | 17ª | 18ª | 19ª | 20ª | 21ª | 22ª | 23ª | 24ª | 25ª | 26ª |    |  |

### Individuali

#### Classifica marcatori
| Gol |  |  | Giocatore | Squadra |
| --- |  |  | --------- | ------- |